# 中華人民共和国の教育
中華人民共和国の教育（ちゅうかじんみんきょうわこくのきょういく）として、この項目では中華人民共和国における教育について解説する。
中華人民共和国の教育は、公的教育制度が存在し、中華人民共和国教育部が所管している。義務教育は6歳から始まり9年間の課程であり、公費で運営されている。

## 教育段階
| 年齢  | 段階                   | 学年       | 義務教育 |
| ----- | ---------------------- | ---------- | -------- |
| 18–22 | 高等教育機関           | さまざま   | No       |
| 15–17 | 高等学校または職業学校 | Grades 1–3 | No       |
| 12–14 | 中学校                 | Grades 7–9 | Yes      |
| 6–11  | 小学校                 | Grades 1–6 | Yes      |

- 小学校は「小学」、中学校は「初級中学」、高等学校は「高級中学」と呼ばれることが多い。
- 3~6歳の幼児を対象とした就学前教育としては、幼稚園（幼児園）、小学校併設の幼児学級で行われる。
- 義務教育は、小学校と中学校を合わせた9年間であり、2005年までに中国全国の約95%の地域で実施されている。
  - 初等教育の小学校は、基本的には6年制であるが、農村部では5年制も少なくない。
  - 前期中等教育の中学校は、基本的には3年制であるが、農村部では4年制も少なくない。
- 後期中等教育では、普通教育を行う学校と職業教育を行う学校に分かれる。
  - 普通教育は、高級中学（3年制・日本の普通科高等学校に当たる）で行われる。
  - 職業教育は、中等専門学校（4~5年制・日本の高等専門学校に当たる）、技術労働者学校（3年制・技工学校・日本の工業高等学校に当たる）、職業中学（2~3年制・日本の実業高等学校や専門高等学校に当たる）等で行われる。
- 高等教育は、大学（大学・学院）や専科学校、職業技術学院がある。
  - 入試は普通高等学校招生全国統一考試に一本化されている。
  - 大学（大学・学院）は、4~5年制の本科と2~3年制の専科がある。本科は日本の4~6年制大学、専科は日本の大学の短期大学部に当たる。
  - 専科のみの学校は、専科学校と呼ばれる。日本の短期大学に当たる。
  - 職業技術学院では、専科と同様の職業教育を受けることができる。日本の職業能力開発短期大学校に当たる。
  - スポーツ選手や囲碁のプロ棋士など、幼少期から通常の教育課程を経ていない世界トップの選手を清華大学などの名門大学へ無試験で推薦入学させる制度かある[4]。
- 研究生養成課程・機関（研究生院）は、大学だけではなく、中国科学院や中国社会科学院などの研究所に設けられている。
- 社会人を対象とした教育もあり、業余学校、夜間大学・通信大学、ラジオ・テレビ大学等で受けることができる。識字訓練から大学と同様の専門教育まで幅広い教育・訓練が行われている[5]。
- かつて中国の大学や大学院への進学率は高くなかったが、2020年代に入ると大学学部進学率が53%で大学院修士課程進学率が21%にまで急上昇した[6]。

## 高等教育
首都・北京の大学
- 清華大学
- 北京大学
- 中国人民大学
- 北京交通大学
- 北京科技大学
- 中国石油大学 (北京)
- 北京郵電大学
- 北京化工大学
- 中国農業大学
- 中国地質大学 (北京)
- 北京林業大学
- 北京中医薬大学
- 北京師範大学
- 北京外国語大学
- 北京語言大学
- 対外経済貿易大学
- 中央財経大学
- 中国政法大学
- 中央民族大学
- 中国人民公安大学
- 北京芸術学院
- 中国協和医科大学
- 北京体育大学
- 北京理工大学
- 北京航空宇宙大学
- 北京工商大学
- 北京連合大学
- 北京工業大学
- 北方工業大学
- 首都医科大学
- 首都師範大学
- 首都経済貿易大学
- 中国メディア大学
- 国際関係学院
- 中央美術学院
- 中央演劇学院
- 中央音楽学院
- 北京電子科学技術学院
- 外交学院
- 中国青年政治学院
- 北京服装学院
- 北京建築技術学院
- 北京機械工業学院
- 北京印刷学院
- 北京信息技術学院
- 首鋼工学院
- 北京石油化工学院
- 北京農学院
- 首都体育学院
- 北京第二外国語大学
- 北京物資学院
- 中国音楽学院
- 中国戯曲学院
- 北京舞踊学院
- 北京映画学院
- 中国労働関係学院
- 北京都市学院
- 中華女子学院
- 燕京華僑大學

重慶の大学
- 重慶大学
- 西南政法大学
- 西南大学
- 四川外国語大学
- 四川美術学院
- 重慶医科大学
- 重慶理工大学
- 重慶三峡学院
- 重慶科技学院
- 重慶文理学院
- 重慶師範大学
- 重慶工商大学
- 重慶郵電大学
- 重慶交通大学
- 長江師範学院
- 中国人民解放軍第三軍医大学
- 中国人民解放軍重慶通信学院

上海の大学
- 復旦大学
- 上海交通大学
- 同済大学
- 華東理工大学
- 東華大学
- 華東師範大学
- 上海外国語大学
- 上海財経大学
- 上海大学
- 上海理工大学
- 上海工程技術大学
- 上海水産大学
- 上海中医薬大学
- 上海師範大学
- 上海海事大学
- 上海電力学院
- 上海応用技術学院
- 上海対外貿易学院
- 華東政法大学
- 上海体育学院
- 上海音楽学院
- 上海演劇学院
- 上海第二工業大学
- 上海杉達学院
- 上海金融学院
- 上海立信会計学院
- 中欧国際工商学院
- 上海電機学院
- 上海高校
- 華東師範大学第二付属高校

天津の大学
- 南開大学
- 天津大学
- 天津工業大学
- 天津医科大学
- 天津師範大学
- 天津科技大学
- 天津理工大学
- 天津財経大学
- 中国民用航空学院
- 天津都市建設学院
- 天津農学院
- 天津中医薬大学
- 天津技術師範学院
- 天津外国語学院
- 天津商学院
- 天津体育学院
- 天津美術学院
- 天津音楽学院
- 軍事交通学院

安徽省の大学
- 中国科学技術大学
- 安徽大学
- 安徽合肥三聯学院
- 合肥電子工程学院
- 中国コンピューター通信学院
- 安徽財経大学
- 安徽電子信息学院
- 安徽科技師範学院
- 蚌埠医学院
- 蚌埠学院
- 中国コンピューター坦克学院
- 中国コンピューター汽車管理学院
- 中国空軍十三飛行学院
- 中国海軍士官学院
- 安徽師範大学
- 安徽工業大學
- 劼州師範専科学校

福建省の大学
- 厦門大学
- 福州大学
- 華僑大学
- 福建師範大学
- 福建農林大学
- 福建医科大学
- 福建中医薬大学
- 閩南師範大学
- 集美大学
- 福建工程学院
- 厦門理工学院
- 莆田学院
- 閩江学院
- 泉州師範学院
- 竜岩学院
- 三明学院
- 武夷学院
- 寧徳師範学院
- 福建江夏学院
- 福建商学院
- 福建技術師範学院
- 厦門医学院
- 福建警察学院
- 仰恩大学（私立）
- 泉州職業技術大学（私立）

甘粛省の大学

- 蘭州大学
- 甘粛工業大学
- 甘粛農業大学
- 西北師範大学
- 蘭州鉄道学院

広東省の大学

貴州省の大学

- 貴州大学
- 貴州工業大学

海南省の大学

- 海南大学
- 海南師範大学
- 海南医学院
- 瓊台師範学院
- 三亜学院
- 海口経済学院
- 海南熱帯海洋学院

河北省の大学

- 河北大学
- 華北電力大学
- 河北工業大学
- 河北農業大学
- 河北理工大学
- 河北師範大学
- 燕山大学

黒竜江省の大学

- 黒竜江大学
- 黒竜江中医薬大学
- チチハル大学
- チチハル医学院
- チチハル師範高等専科学校
- ジャムス大学
- ハルビン医科大学
- ハルビン工業大学
- ハルビン工程大学
- ハルビン建築大学
- ハルビン理工大学
- 大慶職工大学
- 東北林業大学
- 東北農業大学

河南省の大学

- 鄭州大学
- 焦作工学院
- 河南医科大学
- 安陽師範高等専科学校
- 鄭州粮食学院
- 張仲景国医学院

湖北省の大学
- 武漢大学
- 華中科技大学
- 武漢理工大学
- 中国地質大学(武漢)
- 華中師範大学
- 江漢大学
- 華中農業大学
- 中南財経政法大学
- 中南民族大学
- 武漢科技大学

湖南省の大学
- 湖南大学
- 中南大学
- 湖南師範大学
- 中南工学院
- 湘潭大学
- 中南工業大学
- 湖南女子学院

江蘇省の大学

- 南京大学
- 南京芸術学院
- 南京財経大学
- 南京農業専科学校
- 江南大学
- 西安交通リバプール大学
- デューク昆山大学
- 中國人民大學(蘇州）
- 蘇州大学
- 蘇州科技大學
- 常熟理工学院
- 沙洲工学院
- 蘇州教育学院
- 蘇州市放送テレビ大学
- 蘇州職業大学

江西省の大学
- 南昌大学
- 華東交通大学
- 江西農業大学
- 江西師範大学
- 江西財経大学
- 江西理工大学
- 東華理工大学
- 南昌航空工業学院
- 景德鎮陶瓷学院
- 南昌工程学院
- 江西中医学院
- 贛南医学院
- 井岡山学院
- 江西科技師範学院
- 上饒師範学院
- 贛南師範学院
- 宜春学院
- 九江学院

吉林省の大学
- 吉林大学
- 東北師範大学
- 長春中医薬大学
- 延辺大学
- 北華大学
- 長春大学
- 吉林農業大学
- 長春理工大学
- 長春工業大学

遼寧省の大学
- 大連理工大学
- 東北大学
- 大連海事大学
- 遼寧大学
- 大連大学
- 瀋陽大学
- 遼寧工程技術大学
- 瀋陽工業大学
- 瀋陽農業大学
- 中国医科大学
- 大連医科大学
- 瀋陽薬科大学
- 遼寧師範大学
- 東北財経大学
- 大連民族大学
- 中国刑警学院
- 瀋陽建築大学
- 遼寧石油化学工業大学
- 大連交通大学
- 瀋陽理工大学
- 瀋陽化学工業学院
- 鞍山科技大学
- 遼寧工学院
- 大連軽工業学院
- 瀋陽航空工業学院
- 大連水産学院
- 遼寧中医薬大学
- 遼寧医学院
- 遼寧科技学院
- 瀋陽医学院
- 瀋陽師範大学
- 渤海大学
- 鞍山師範学院
- 大連外国語学院
- 瀋陽体育学院
- 魯迅美術学院
- 瀋陽音楽学院
- 瀋陽工程学院
- 遼東学院
- 大連艦艇学院
- 遼寧警察学院
- 広播電視大学
- 大連職工大学
- 東軟信息学院
- 大連科技学院
- 大連職務学院
- 大連職業技術学院
- 大連商務学院

青海省の大学

- 青海大学
- 青海師範大学

陝西省の大学
- 長安大学
- 西安電子科技大学
- 西安工業学院
- 西安医科大学
- 西安交通大学
- 西安理工大学
- 西安美術学院
- 西安郵電学院
- 西安石油学院
- 西北大学
- 西北工業大学
- 第四軍医大学
- 陝西師範大学

山東省の大学
- 中国石油大学 (華東)
- 山東大学
- 中国海洋大学
- 青島大学
- 山東科学技術大学
- 烟台大学
- 済南大学
- 山東農業大学
- 山東中医薬大学
- 山東師範大学
- 曲阜師範大学
- 青島科学技術大学
- 青島理工大学
- 山東理工大学

山西省の大学

- 山西大学
- 山西医科大学
- 山西外経学院
- 山西財経大学

四川省の大学
- 四川大学
- 四川師範大学
- 電子科技大学
- 西南財経大学
- 西南交通大学
- 西南民族大学
- 成都信息工程大学
- 成都理工大学
- 瀘州医学院
- 成都情報工程学院
- 四川音楽学院
- 成都体育学院

香港特別行政區の大学

- 香港大学
- 香港中文大学
- 香港科技学院
- 香港理工大学
- 香港浸會大学
- 香港城市大学
- 嶺南大学

雲南省の大学

- 雲南大学
- 雲南財貿大学
- 雲南民族学院
- 雲南工業大学
- 昆明理工大学
- 雲南農業大学
- 雲南師範大学

浙江省の大学
- 浙江大学
- 浙江樹人大学
- 浙江中医薬大学

## 関連文献
- （英語） ボルジギン・ムンクバト (Borjigin, Monkbat). "内モンゴル自治区における言語教育について" (Archive; "A case study of Language education in the Inner Mongolia "). 千葉大学ユーラシア言語文化論集 (Journal of Chiba University Eurasian Society) 16, 261-266, 2014-09-25. 千葉大学ユーラシア言語文化論講座 (Chiba University Eurasian Society). See profile at Chiba University Repository. See profile at CiNii. - In English with a Japanese abstract.